# Klobuky
Klobuky (Duits: Hut, eerder ook: Klobuk) is een Tsjechische gemeente in de regio Midden-Bohemen en maakt deel uit van het district Kladno. Het dorp ligt op 10 km afstand van Slaný.
Klobuky telt 1038 inwoners (2023).

## Geografie
De gemeente Klobuky bestaat uit de volgende plaatsen:
- Klobuky;
- Čeradice;
- Kobylníky;
- Kokovice;
- Páleček.

## Etymologie
De Oud-Tsjechische term klobuk of klobouk betekent een hoge, spitse piek of hoge natuurlĳke formatie (bĳvoorbeeld een rotsformatie).

## Geschiedenis
Het gebied van Klobuky was waarschijnlijk al in de bronstijd (3e en 2e eeuw voor Christus) bewoond. Dit is gebleken uit archeologische opgravingen. In en rond het dorp zĳn ook aardewerken vondsten uit de La Tène-periode en de Úněticecultuur gevonden, evenals graven, bronzen armbanden en wapens uit de Keltische tĳd.
De eerste schriftelijke vermelding van het dorp dateert echter van 1226, toen het genoemd werd in de eigendomspapieren van het klooster van Doksany. In de periode daarna werd een fort in het dorp gebouwd. Het fort stond op de plaats van het huidige huis nummer 1. In 1669 bekeerden de inwoners van Klobucky zich tot het katholieke geloof.
In de tweede helft van de 19e eeuw maakte het dorp zowel economische als culturele ontwikkelingen door. Hieruit ontstond onder meer de suikerfabriek, die al snel uitgroeide tot de belangrĳkste van de regio. De suikerfabriek was in handen van lokale aandeelhouders.
Sinds 1960 is Klobuky een zelfstandige gemeente binnen het district Kladno.

## Voorzieningen

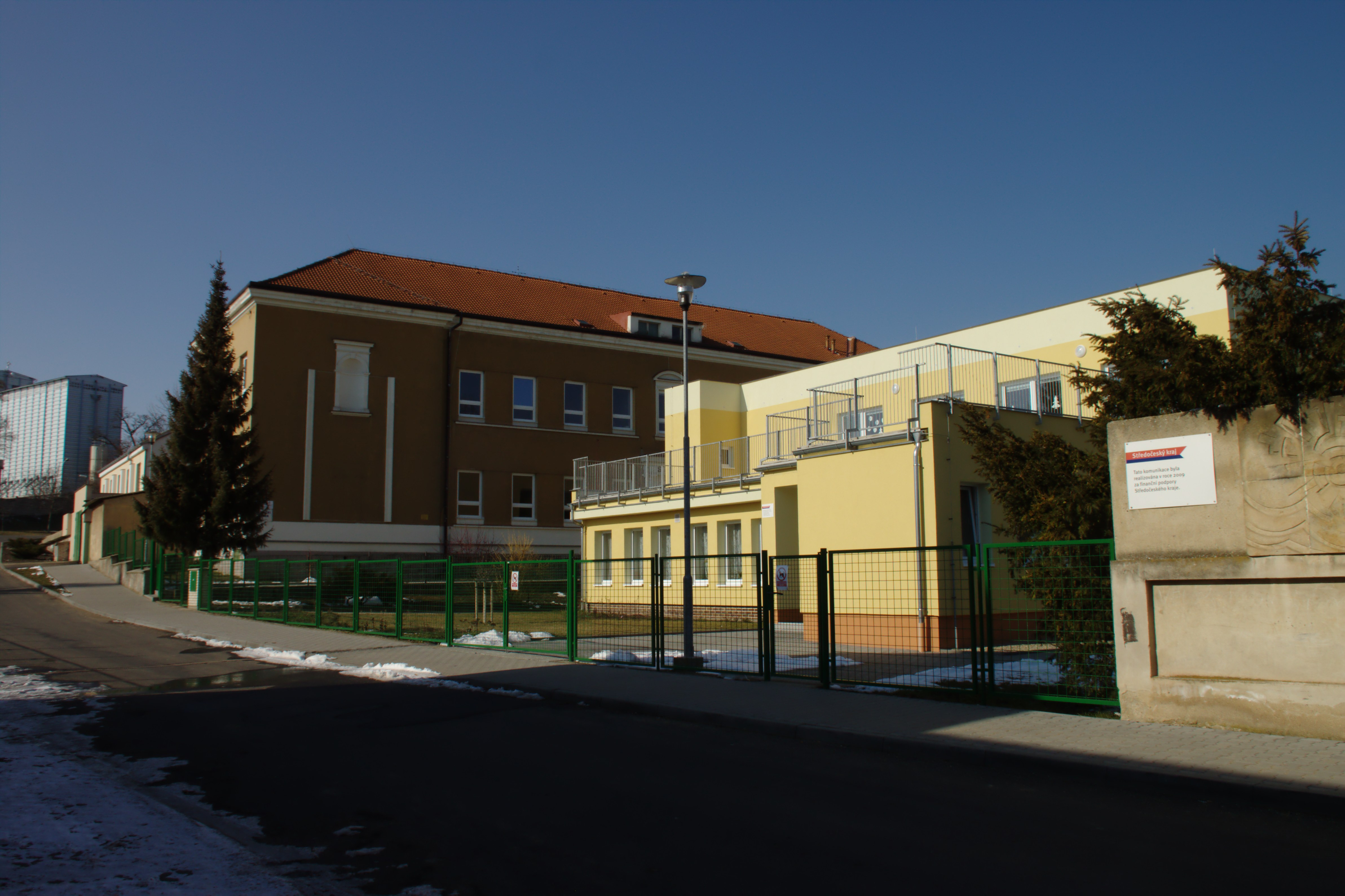
Dorpsschool

In het dorp zĳn onder meer een school, gebouw van de lokale sportbeweging en gezondheidscentrum gevestigd.

## Verkeer en vervoer

### Autowegen

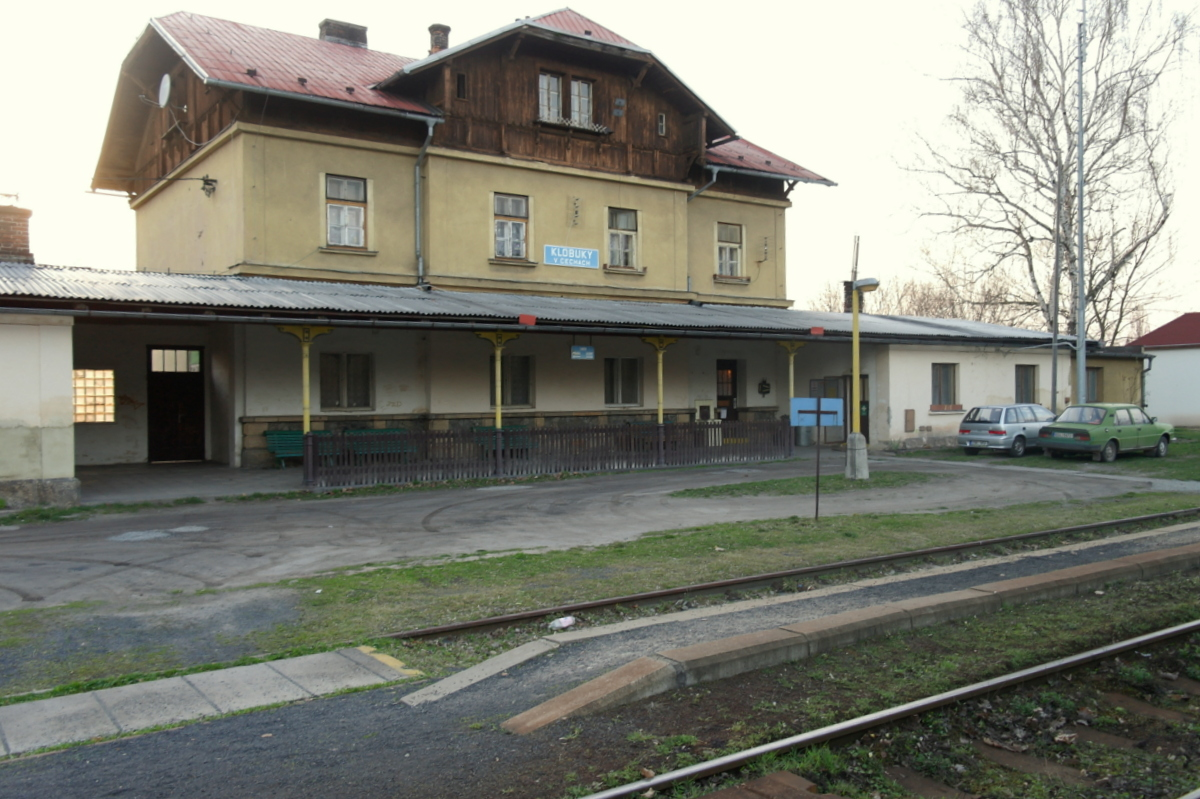
Station Klobuky v Čechách (2016)

De weg II/237 loopt door de gemeente en verbindt Klobuky met Rakovník, Nové Strašecí, Mšec, Peruc, Libochovice en Třebenice. Op 2,5 km afstand van het dorp ligt tevens weg I/7 Praag - Chomutov.

### Spoorlĳnen
Station Klobuky v Čechách ligt aan spoorlijn 110 Kralupy nad Vltavou - Slaný - Louny. De lĳn is een enkelsporige lijn waarop het vervoer in 1873 begon. Daarnaast is er nog een spoorweghalte nabĳ het dorp: Páleček.
Er rĳden zo'n 10 stoptreinen en 1 sneltrein per richting per dag.

### Buslĳnen
Er halteren 3 buslĳnen in en rond het dorp:
- Lĳn S40 Telce - Kralupy nad Vltavou (vervoerder: České dráhy);
- Lĳn 591 Vraný - Linkový (vervoerder: ČSAD Slaný);
- Lĳn 592 Slaný - Panenský (vervoerder: ČSAD Slaný).

## Bezienswaardigheden
- Barokke Sint-Laurentiuskerk;
- Stenen Herder (ook wel: Stenen Man), een menhir;
- Beschermd natuurgebied Bohoškova skalka.

## Galerĳ

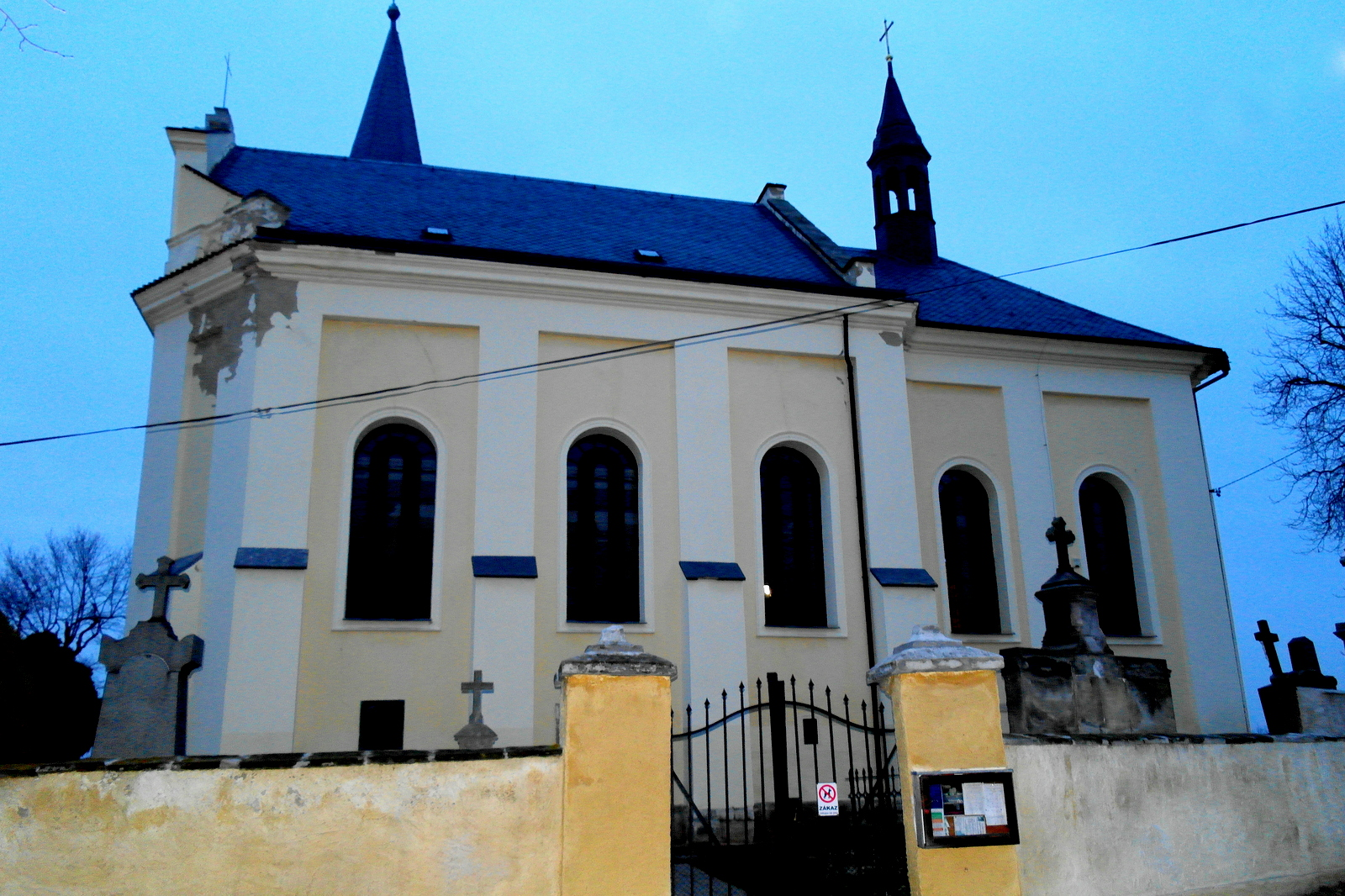
Sint-Laurentiuskerk (zĳaanzicht)
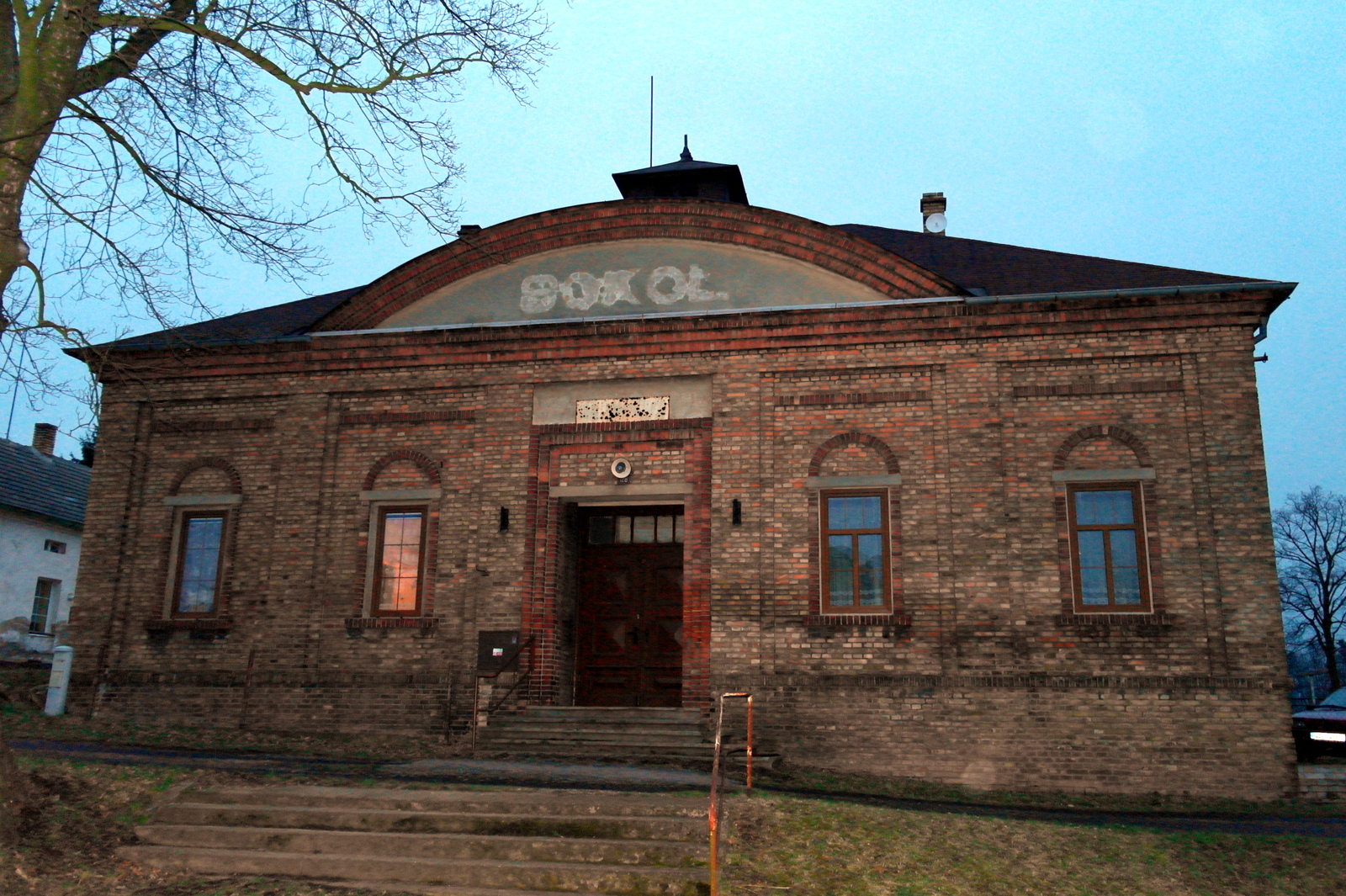
Historisch gebouw van de lokale sportbeweging
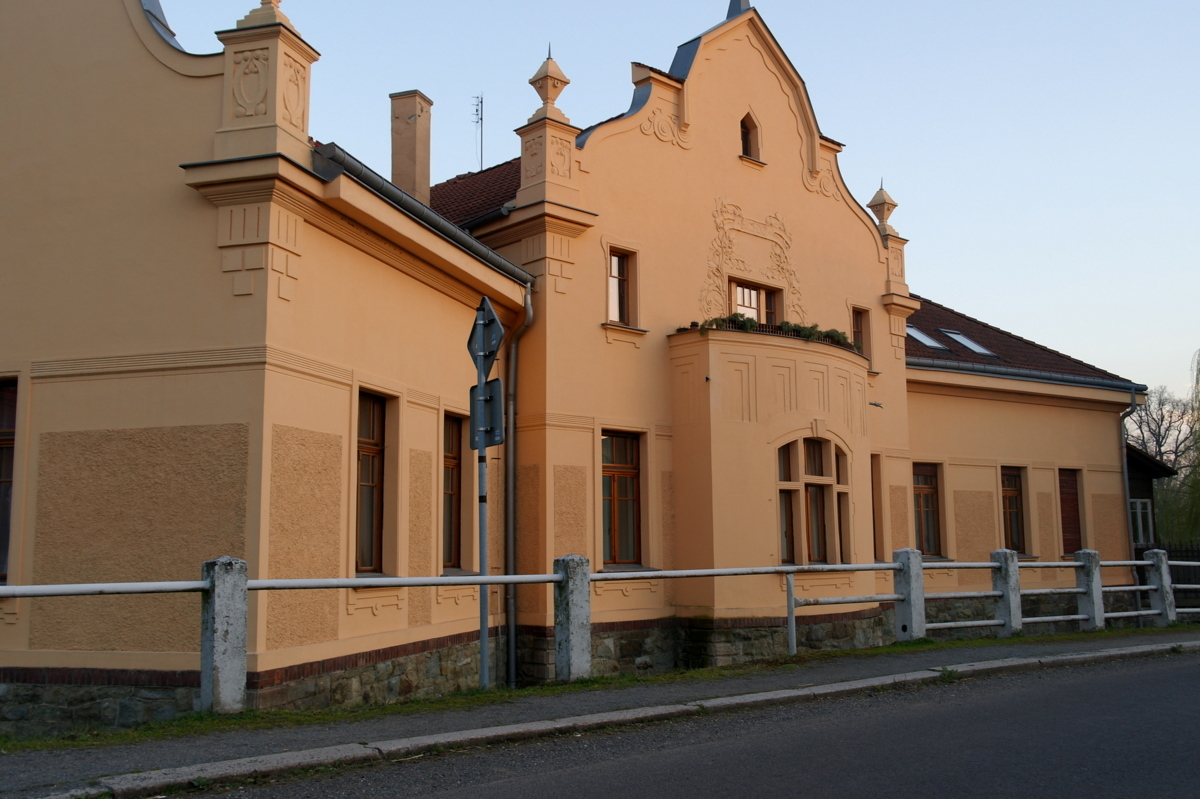
Voormalig woonhuis van Jan Malypetr
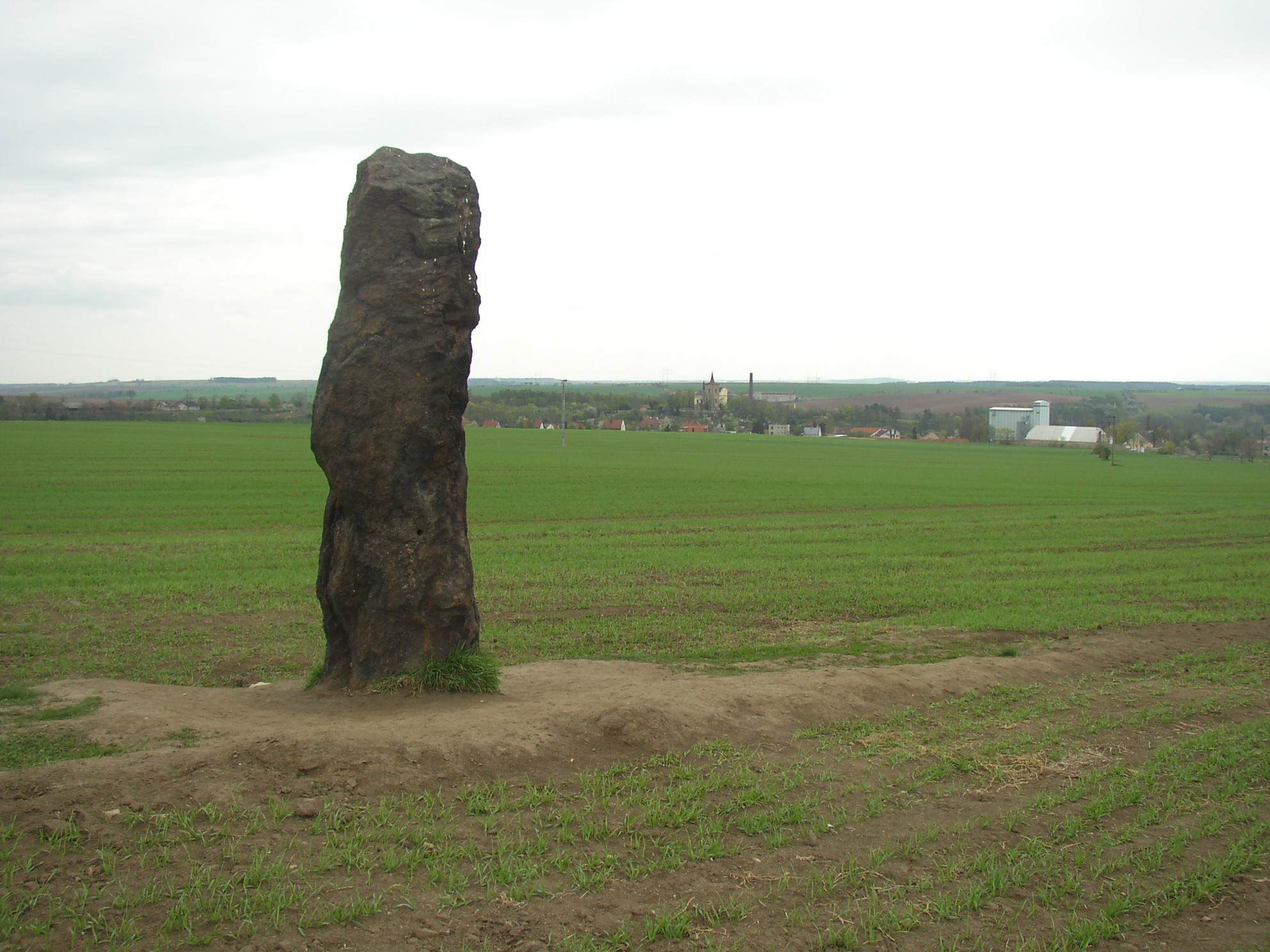
De Stenen Herder
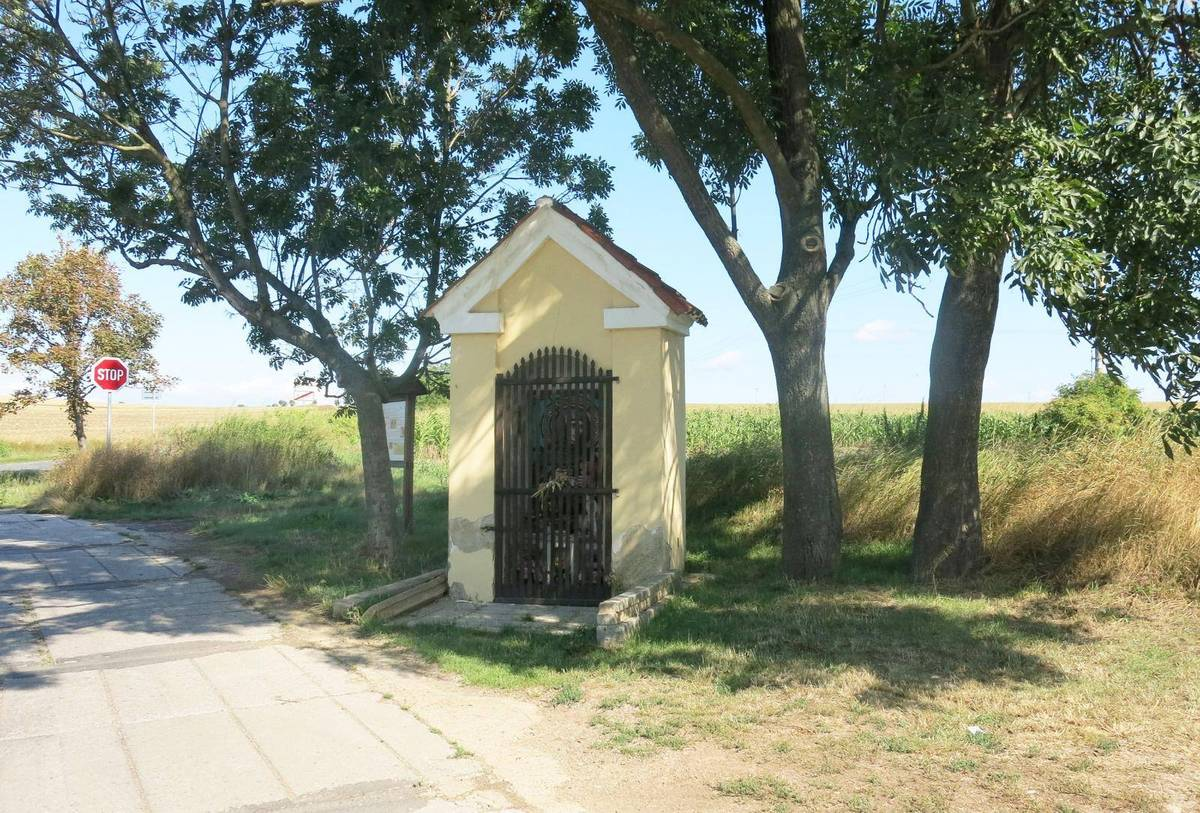
Kapelletje
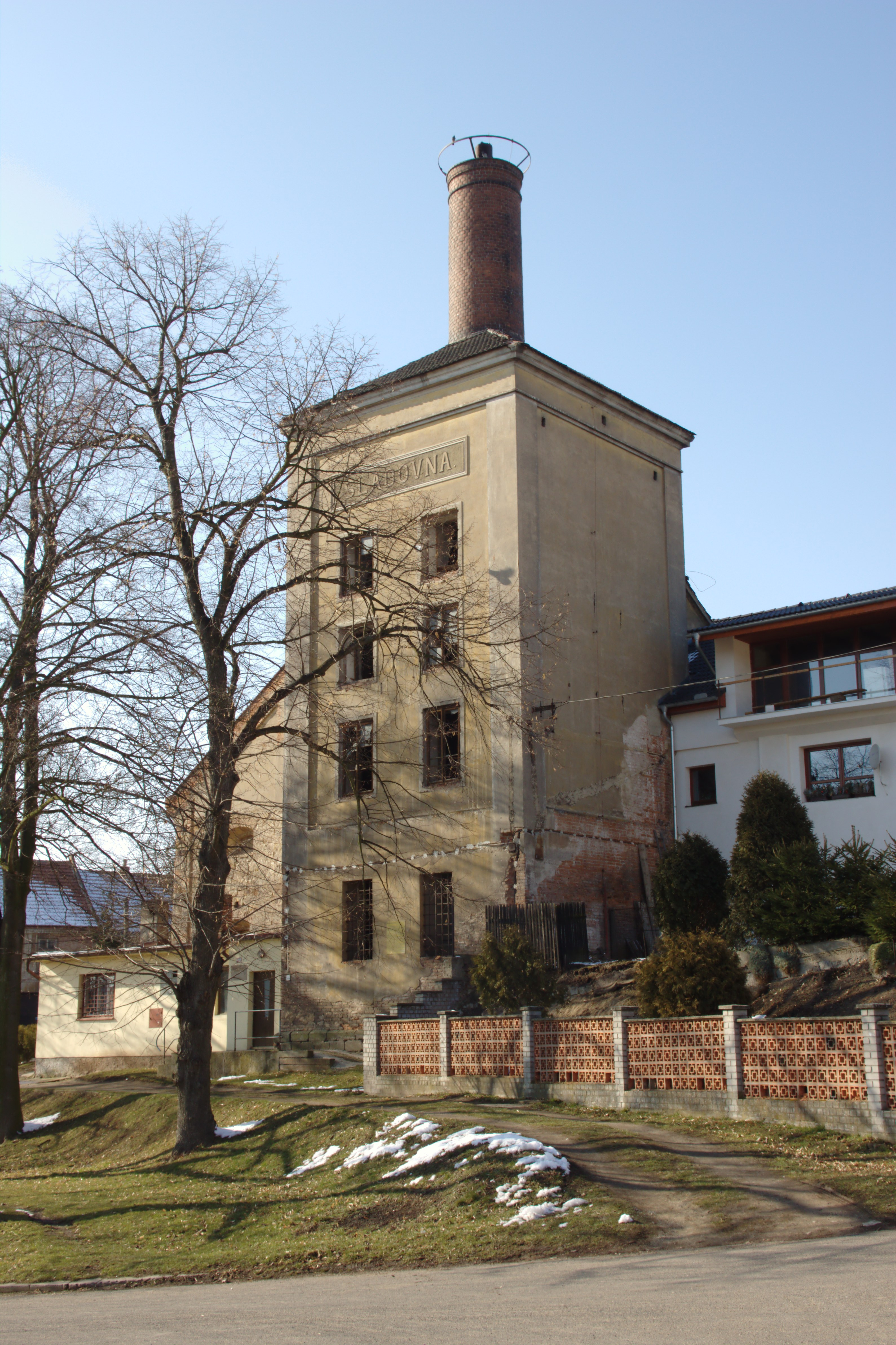
Voormalige brouwerĳ
Gezondheidscentrum
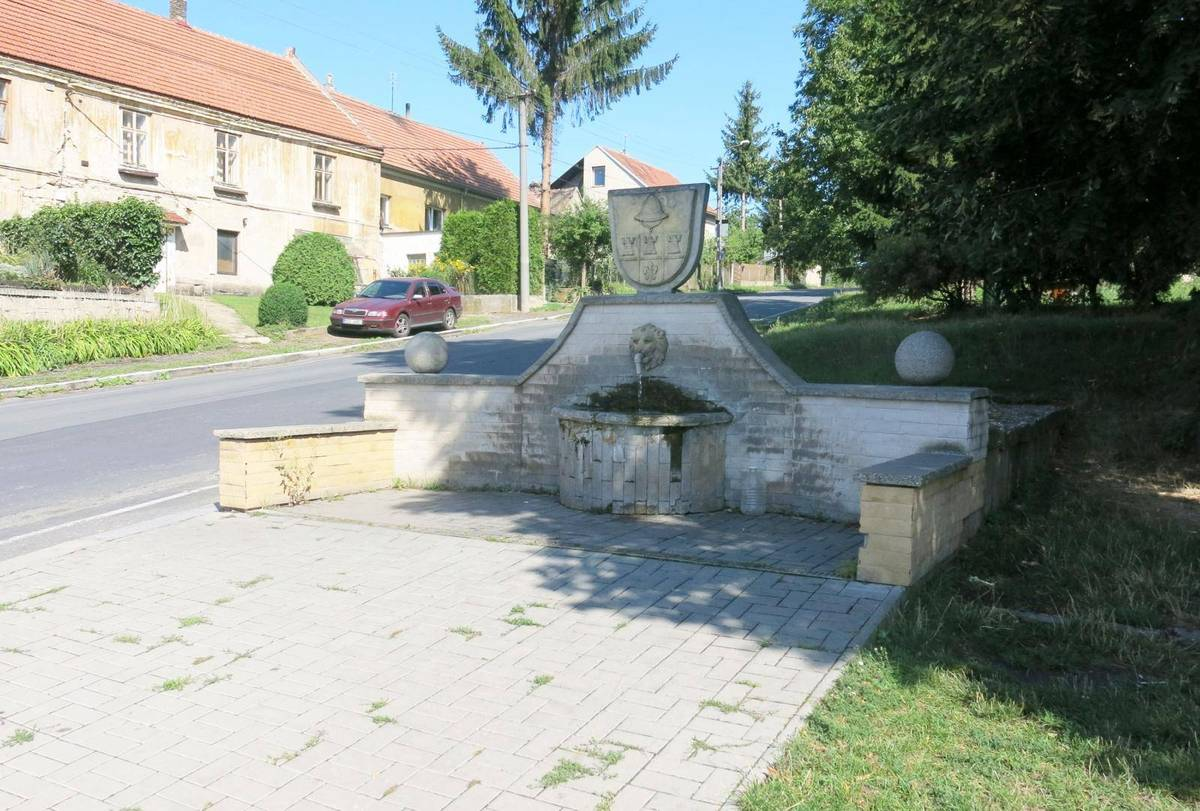
Historische drinkfontein in het dorp